# Vologases IV
Vologases IV, död 191, var kung av Partherriket mellan 147 och 191. Han tillhörde arsakidernas dynasti.